# Friedrich Kuhlmann

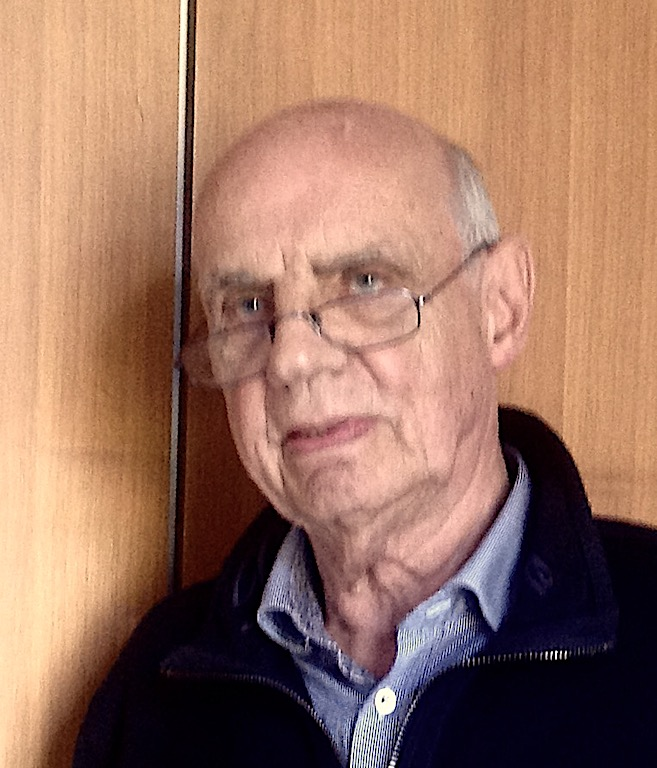

Friedrich Kuhlmann (* 14. Februar 1939 in Soltau) ist ein deutscher Agrarökonom und emeritierter Professor für landwirtschaftliche Betriebslehre an der Justus-Liebig-Universität (JLU) in Gießen.

## Leben und Wirken
Friedrich Kuhlmann studierte von 1962 bis 1966 Agrarwissenschaften und Wirtschaftswissenschaften an der Universität Gießen und an der TU Berlin. Er schloss das Studium als Diplom-Agraringenieur ab. 1968 wurde er mit der Arbeit „Modelle zum Wirtschaftswachstum – eine theoretische und empirische Studie unter besonderer Berücksichtigung des Wirtschaftsbereiches Landwirtschaft“  promoviert. 1971 habilitierte er sich für das Fach Agrarökonomik mit der Schrift „Entnahmefähiges Einkommen in wachsenden landwirtschaftlichen Unternehmen“, nachdem er von 1966 bis 1971 als wissenschaftlicher Assistent am Institut für landwirtschaftliche Betriebslehre der JLU Gießen tätig war.
Nach einem Forschungsaufenthalt mit Zusatzstudium System Science an der Michigan State University in den USA wurde Friedrich Kuhlmann 1973 auf die Professur für landwirtschaftliche Betriebslehre an der Universität Gießen berufen und zum Leiter eines landwirtschaftlichen Lehr- und Versuchsbetriebes bestellt. Er weilte als Gastprofessor an der Michigan State University (1978/79), an der Nordwest-Universität in der VR China (1981) und an der Humboldt-Universität zu Berlin (1990/91). In den Jahren 1973 bis 1986 war er mit über 20 Kurzeinsätzen für die Deutsche Entwicklungszusammenarbeit als Projektplaner und -evaluierer in Afrika, Südamerika und dem Vorderen Orient tätig. 1985 verlieh ihm die Universität Gödöllö (Ungarn) die Würde eines Ehrendoktors. Ehrenvolle Rufe an die TU München (1986) und die Humboldt-Universität zu Berlin (1993) hat er abgelehnt. 2007 wurde Friedrich Kuhlmann emeritiert.
Friedrich Kuhlmann war Vizepräsident der Universität Gießen (1981–1983), Mitglied des wissenschaftlichen Beirats beim Bundesminister für Ernährung, Landwirtschaft und Forsten (1994–2001), Mitglied des Vorstandes (1983–2006) und Vizepräsident (2000–2006) der Deutschen Landwirtschaftsgesellschaft (DLG) und Vorsitzender der Gesellschaft für Wirtschafts- und Sozialwissenschaften des Landbaus (1999–2002). Er ist Ehrenmitglied beider Gesellschaften.
Kuhlmanns wissenschaftliches Werk umfasst mehr als 200 Zeitschriften- und Buchveröffentlichungen sowie über 250 Vorträge zur Theorie landwirtschaftlicher Unternehmen, zu IT-basierten Entscheidungs-Unterstützungs-Systemen für landwirtschaftliche Betriebe und ländliche Regionen und zur Ressourcenökonomie. Er hat als Erstbetreuer 107 junge Akademiker zur Promotion geführt, 15 davon sind inzwischen ebenfalls Hochschullehrer. Seit 1992 ist er Mitherausgeber der Zeitschrift „Computers and Electronics in Agriculture“.
Friedrich Kuhlmann ist verheiratet und hat zwei erwachsene Söhne.

## Ehrungen
- 2006: Max-Eyth-Denkmünze in Gold der DLG
- 2013: Theodor-Brinkmann-Preis[1]
- 2022: erstmalige Verleihung der Friedrich-Kuhlmann-Medaille der Deutschen Landwirtschaftsgesellschaft (DLG)[2]

## Schriften
- Betriebslehre der Agrar- und Ernährungswirtschaft. 3. Auflage. DLG, Frankfurt am Main 2007, ISBN 978-3-7690-0312-3.
- Landwirtschaftliche Standorttheorie: Landnutzung in Raum und Zeit. DLG, Frankfurt am Main 2015, ISBN 978-376900830-2.
- mit Ernst Berg: Systemanalyse und Simulation für Agrarwissenschaftler und Biologen. Methoden und PASCAL-Programme zur Modellierung dynamischer Systeme. Stuttgart 1993.